# Larnax subtriflora
Larnax subtriflora là loài thực vật có hoa trong họ Cà. Loài này được (Ruiz & Pav.) Miers mô tả khoa học đầu tiên năm 1849.